# Friedemann Fromm

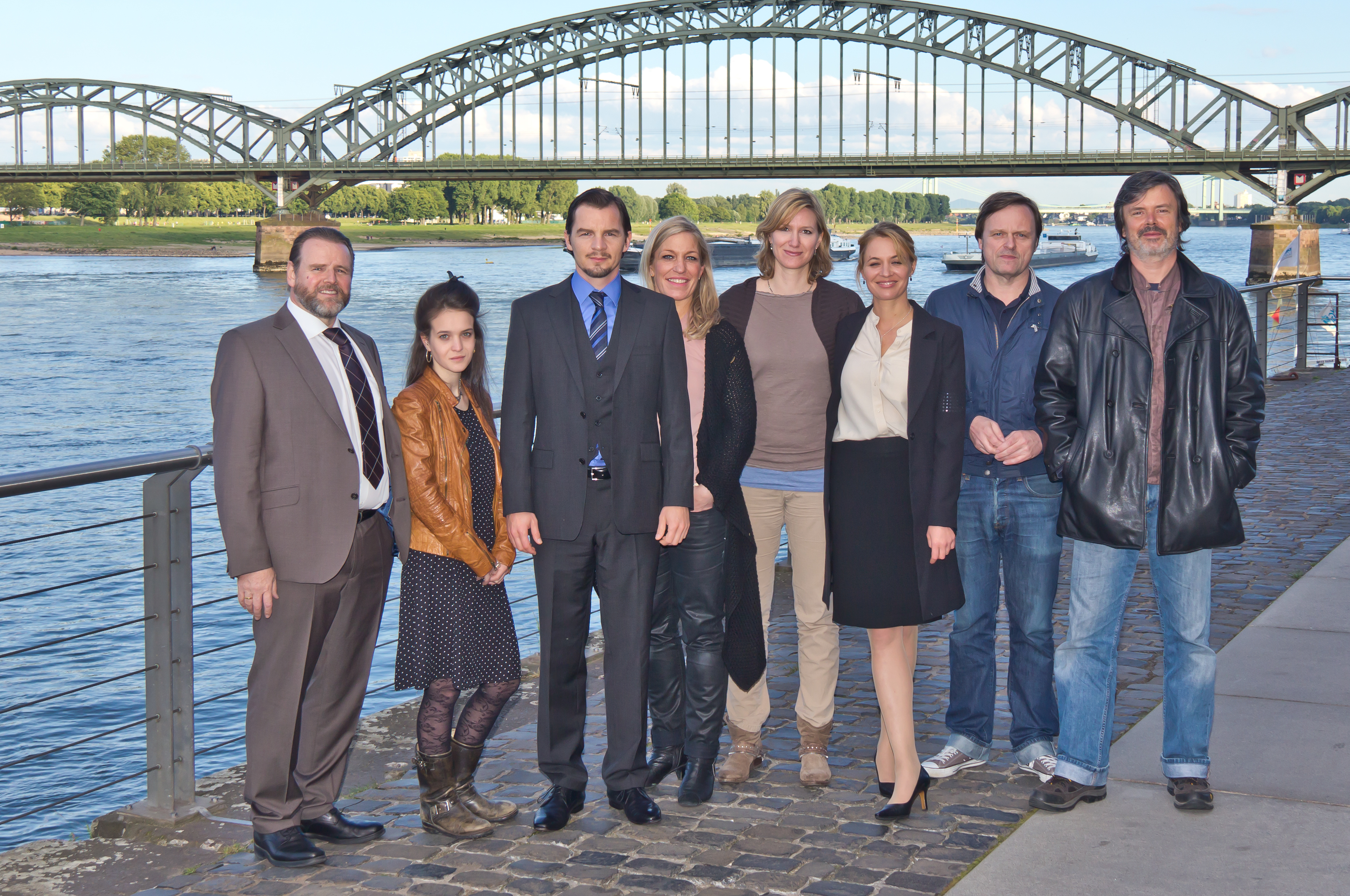
Friedemann Fromm (1. v. r.) am Drehort des WDR/ARD-Fernsehfilm „Momentversagen“

Friedemann Fromm (* 26. März 1963 in Stuttgart) ist ein deutscher Filmregisseur und Drehbuchautor.

## Leben und Werk
Nach seinem Abitur war Friedemann Fromm als Schauspieler und Regisseur in einer freien Theatergruppe tätig und absolvierte eine Ausbildung in Pantomime und Körpertheater. Er studierte zudem an der Hochschule für Fernsehen und Film München (HFF) Dokumentarfilm und absolvierte die Meisterklasse bei Krzysztof Kieślowski an der Europäischen Filmakademie Amsterdam. Zusätzlich machte er eine Schauspielausbildung bei John Costopoulos am Actor’s Studio New York. Nach der Beendigung seines Studiums war er als freier Regisseur und Autor tätig und lehrte als Dozent für Regie an der Kunsthochschule für Medien in Köln. Sein Abschlussfilm an der Hochschule für Fernsehen und Film München (HFF) 1992 war die Tragikomödie Freispiel, zu der er das Drehbuch schrieb und Regie führte.
Friedemann Fromm ist unter anderem Drehbuchautor und Regisseur für die Fernsehserie Tatort beim Bayerischen Rundfunk. Seine erste Arbeit Klassen-Kampf (1994) mit Benno Fürmann und Axel Milberg zum Thema Gewalt und Ausländerhass an einer Schule hinterließ nachhaltig Eindruck bei Publikum und Kritik. Es folgte 1996 die Tatort-Folge Perfect Mind – Im Labyrinth, wozu Friedemann Fromms Bruder Christoph Fromm das Drehbuch schrieb.
1997 führte Fromm Regie bei dem Psycho-Thriller Spiel um Dein Leben mit Ben Becker und Heino Ferch (Co-Autor Drehbuch: Christian Jeltsch). 2001 folgte die Tatort-Folge Und dahinter liegt New York (Buch: Friedrich Ani) mit Miroslav Nemec und Barbara Rudnik. Ab 2002 inszenierte Friedemann Fromm die ersten drei Folgen der preisgekrönten ZDF-Kriminalserie Unter Verdacht mit Senta Berger. Fromms dreiteiliges Doku-Drama Die Wölfe erhielt bedeutende nationale und internationale Auszeichnungen.
Seit 2006 leitet Friedemann Fromm den Bereich Regie an der Hamburg Media School. Er ist Mitglied im Bundesverband Regie (BVR).
Friedemann Fromm ist seit 2021 mit der österreichischen Sportpsychologin Kerstin Danzer-Fromm verheiratet.

## Filmografie als Regisseur (Auswahl)
- 1994: Tatort: Klassen-Kampf
- 1995: Eine mörderische Liebe
- 1995: Brüder auf Leben und Tod
- 1996: Tatort: Perfect Mind – Im Labyrinth
- 1997: Spiel um dein Leben
- 1999: Zum Sterben schön
- 1999: Schlaraffenland
- 2000: Brennendes Schweigen
- 2001: Tatort: Und dahinter liegt New York
- 2002: Unter Verdacht: Verdecktes Spiel
- 2003: Unter Verdacht: Eine Landpartie
- 2004: Unter Verdacht: Gipfelstürmer
- 2005: K3 – Kripo Hamburg – Fieber
- 2005: Sperling – Sperling und die Katze in der Falle
- 2006: Tatort: Außer Gefecht
- 2006: Vom Ende der Eiszeit
- 2007: Alte Freunde
- 2009: Die Wölfe (Buch und Regie)
- 2009: Jenseits der Mauer
- 2009: Tatort: … es wird Trauer sein und Schmerz
- 2010: Tatort: Der letzte Patient
- 2010: Weissensee
- 2012: Hannas Entscheidung
- 2012: Komm, schöner Tod
- 2013: Nacht über Berlin
- 2013: Polizeiruf 110: Der verlorene Sohn
- 2014: Momentversagen
- 2014: Unter der Haut
- 2015: Silvia S. – Blinde Wut
- 2016: Die Stadt und die Macht (TV-Sechsteiler)
- 2016: Mörderische Stille
- 2017: Die Freibadclique
- 2017: Einsteins Nichten – Die Geschichte vom Verlust und Überleben
- 2021: Tod von Freunden (Miniserie)
- 2021: Helen Dorn: Die letzte Rettung
- 2022: Helen Dorn: Das rote Tuch
- 2023: Helen Dorn: Das Recht zu schweigen

## Auszeichnungen
- 2003: Adolf-Grimme-Preis für Unter Verdacht: Verdecktes Spiel
- 2003: Deutscher Fernsehpreis für Unter Verdacht: Eine Landpartie
- 2003: Unter Verdacht: Eine Landpartie nominiert für die Wettbewerbe des Fernsehfilmfestivals Baden-Baden
- 2003: Nominierung Deutscher Fernsehpreis für Vom Ende der Eiszeit
- 2004: Adolf-Grimme-Preis für K3 – Kripo Hamburg: Auf dünnem Eis
- 2007: Bayerischer Fernsehpreis für Tatort: Außer Gefecht
- 2009: International Emmy Award für Die Wölfe
- 2010: Adolf-Grimme-Preis für Die Wölfe
- 2014: Bayerischer Fernsehpreis als Regisseur von Weißensee, 2. Staffel (ARD)
- 2015: Hamburger Krimipreis für Momentversagen